# 指田哲生
指田 哲生（さしだ てつお、1946年（昭和21年) - ) は、長野県松本市在住の家具木工家、加えて「グレイン・ノート」工芸店の経営者。指田は、家具製作者であると同時に、「グレイン・ノート」運営、「クラフトフェアまつもと」運動、「工芸の五月」活動などの工芸運動に、それぞれの創立時から深く関わってきた点で特色ある木工家である。

## 来歴
1946年に東京都杉並区に生まれる。東京都立大学卒業後、松本職業訓練校木工科を修了。松本民芸家具協力工場で働く傍ら喫茶店「山猫軒」を経営。1981年に個人工房「ベロ工房」設立。
1984年に松本市中町通りに工芸店「グレイン・ノート」を4人（他に羽柴完、横山浩二、三谷龍二）で開店。家具製造面では、顧客の注文を直接聞いて、木製家具をクラフト生産する個人工房スタイルを始め、家具販売面では家具の常設展示やグループ展開催を通じ直接販売する工芸店を運営する。その後、グレイン・ノートでは多くの木工家の参加と脱退が頻繁に繰り返されたが、指田と妻・益子はほぼ40年間にわたって、一貫して運営を継続してきた。2020年、益子引退。
1984年、指田は「クラフトフェアまつもと」創設準備に参画。1985年5月開催以来、出展者として参加するほか、1988年には事務局長を務めるなどフェアに関わってきている。毎年9月には「グレイン・ノート椅子展」、5月に「子ども椅子展」を開催している。

## 経歴
- 1946年 東京都杉並区に生まれる。
- 1970年 東京都立大学理学部物理学科卒業。
- 1976年 松本職業訓練校木工科入学。
- 1977年 松本民芸家具の協力工場「加藤木工」入社。
- 1981年 独立、ベロ工房設立。
- 1982年 「4ウッドワーカーズ展」（松本井上ギャラリー）。
- 1983年 軽井沢にて、家具の店「デニス」を4人で開店（「グレイン・ノート」の前身）。
- 1984年 松本にて、「グレイン・ノート」を4人で開店。「クラフトフェアまつもと」の企画に参画。
- 1985年 「クラフトフェアまつもと」に参加[7]。

## 作品の特徴
指田のつくる作品の特徴として第1に、木製椅子を中心に作る。木という自然素材の温かさを保持し、ボルトやナットを使わない手作りの組み手手法を大切にしている。第2に、生活に合わせて、自由で変化に富んだ作風の椅子制作を目指す。第3に、直接顧客の要望を聞いて作るという、直売方式の椅子作りを行う。指田は｢椅子は一番体に触れるもの｡木工家具ならではのぬくもり､変化する表情を楽しめる｣と発言している。

## 代表作品

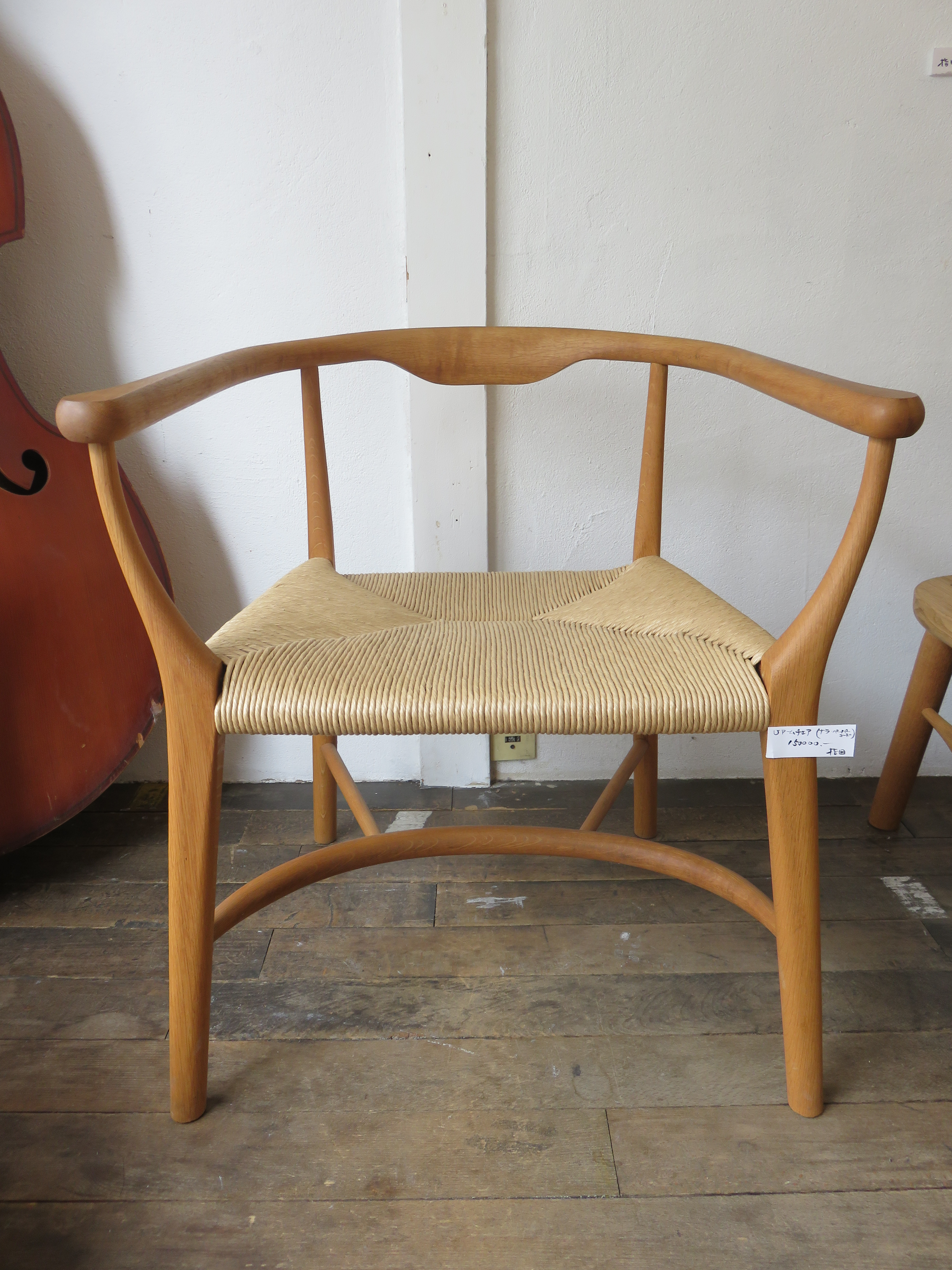
Uアームチェア
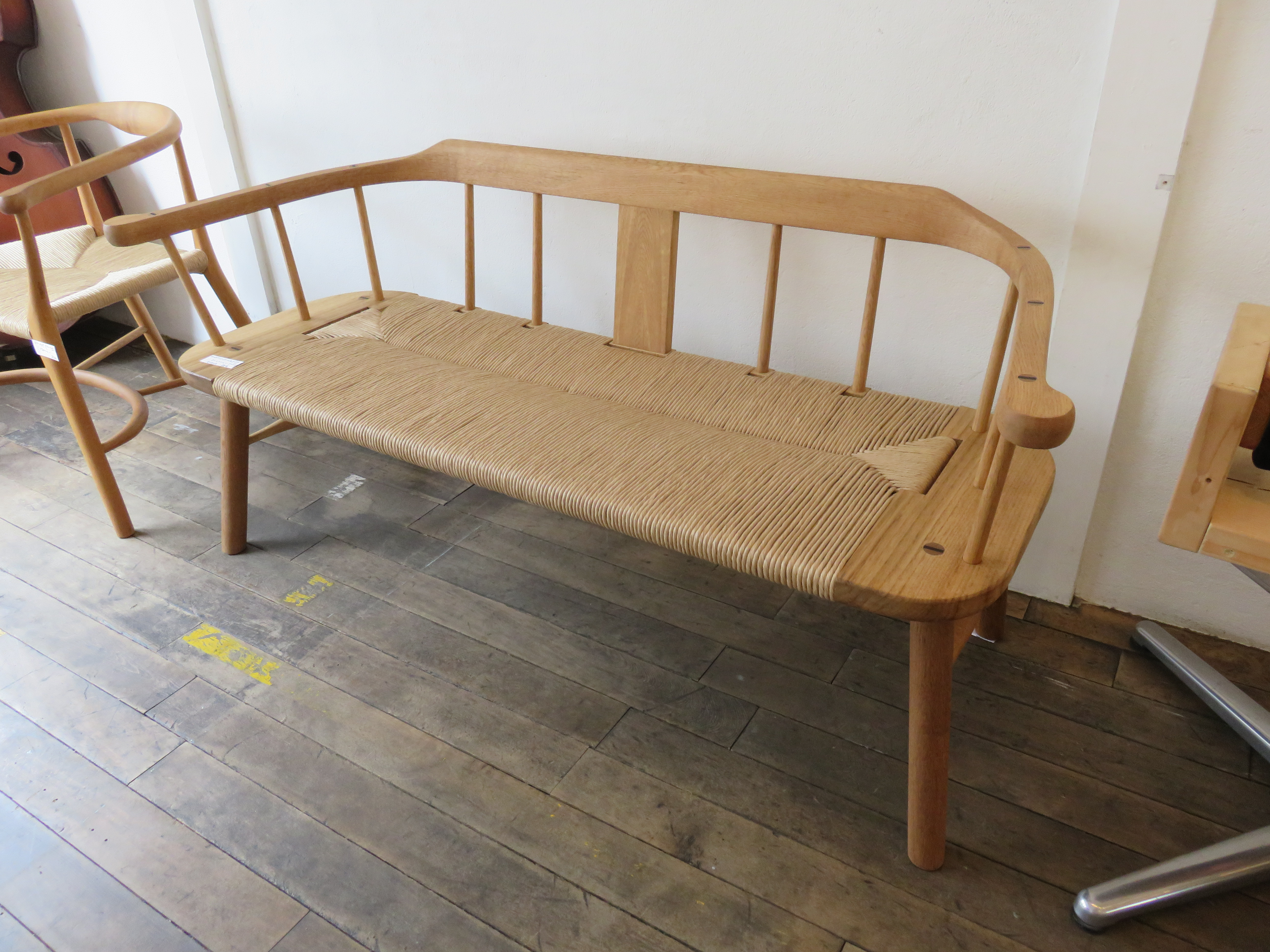
長椅子
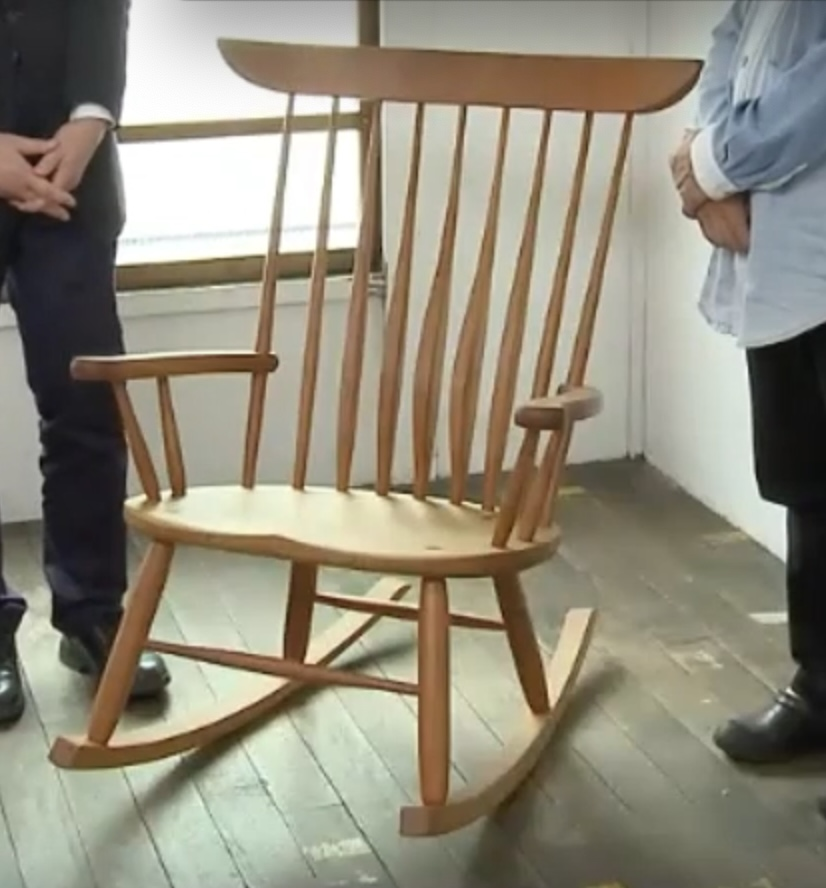
安楽椅子
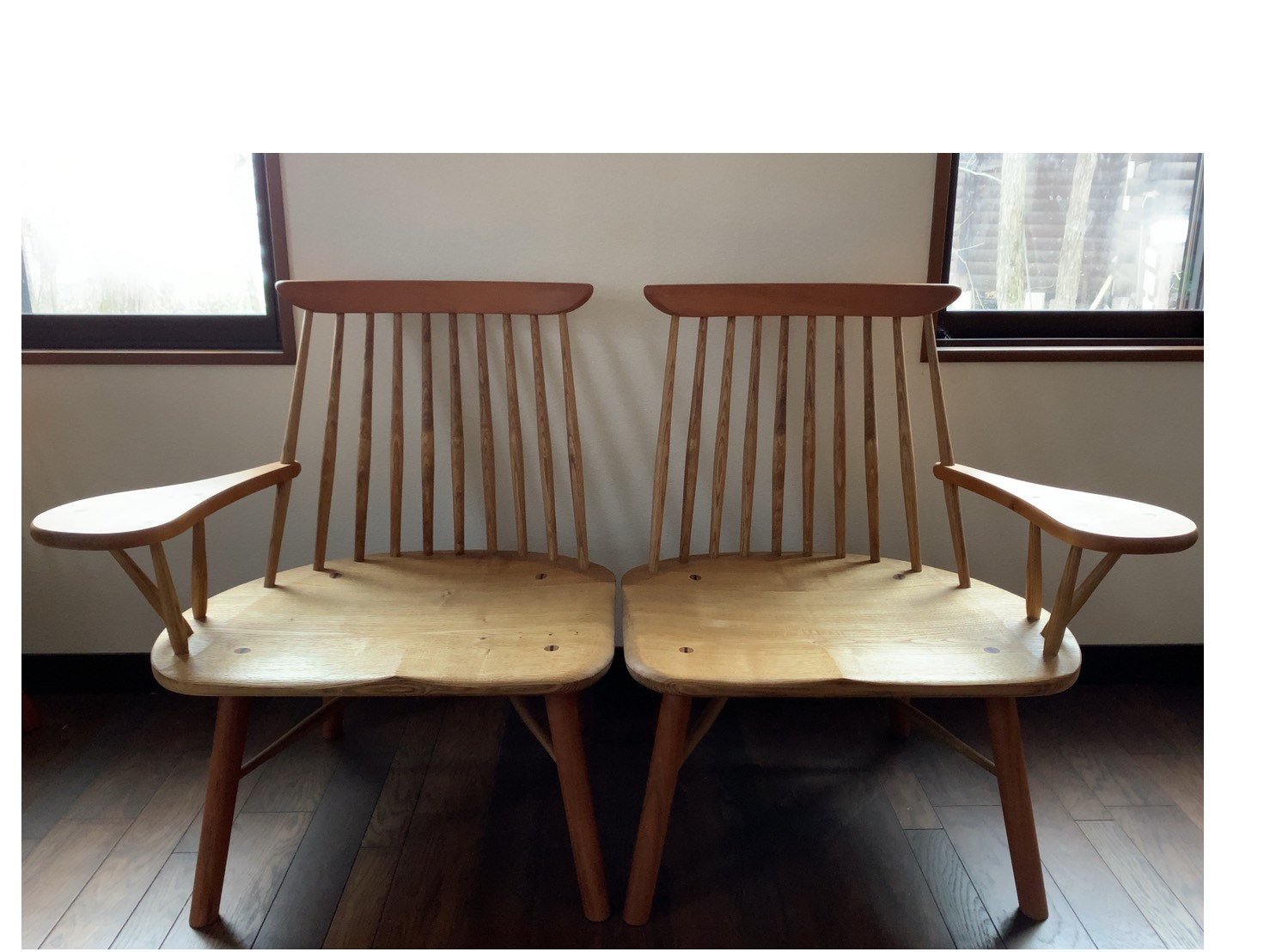
片袖安楽椅子